# Granica czechosłowacko-rumuńska
Granica czechosłowacko-rumuńska − granica międzypaństwowa pomiędzy Czechosłowacją i Rumunią, istniejąca w latach 1918−1939.
Granica liczyła 201 km i rozpoczynała bieg od styku granic Węgier, Czechosłowacji i Rumunii następnie biegła w kierunku wschodnim częściowo rzeką Cisa do Karpat Marmaroskich do styku granic Czechosłowacji, Polski i Rumunii.
Granica powstała po zajęciu Rusi Podkarpackiej przez Czechosłowację i Maramuresz przez Rumunię.
Istniała do marca 1939 roku, do zajęcia Rusi Podkarpackiej przez Węgry.